# Винни-Пух и все-все-все (фильм)
«Ви́нни-Пух и все-все-все» — будущая российская анимационно-игровая приключенческая комедия режиссёра Василия Ровенского по мотивам произведений Алана Милна и Бориса Заходера о Винни-Пухе. Авторы сценария — Фёдор Деревянский, Эльвира Буштец и сам Ровенский. Производство — «Союзмультфильм», дистрибьютор — «Наше кино». В главных ролях: Андрей Леонов, Виктор Хориняк, Милош Бикович, Диана Пожарская и Софья Петрова.
Релиз запланирован на 22 октября 2026 года.

## Сюжет
«Двенадцатилетний Артём обнаруживает на заброшенной даче портал в волшебный Зачарованный лес и знакомится с его удивительными обитателями — Винни-Пухом и его друзьями. Но попытка похвастаться находкой перед ровесниками оборачивается катастрофой — Артёма поднимают на смех, ведь большинство людей видят не сказочных персонажей, а обычные игрушки.
Волшебный портал исчезает, оставляя Пуха и его друзей в мире людей. Спустя 20 лет Артём, который запретил себе мечтать и утонул в рутине, вновь находит Винни-Пуха, а вместе с ним и шанс вернуть своей жизни утраченный смысл. Но для этого им всем предстоит разыскать раскиданных по разным уголкам страны Пятачка, Кролика и Сову, и отправить всех обратно в родной Зачарованный лес» — «Кинопоиск».

## В ролях
- Андрей Леонов
- Виктор Хориняк
- Милош Бикович
- Диана Пожарская
- Софья Петрова

## Создание
Фильм «Винни-Пух и все-все-все» (первоначальное название — «Винни-Пух») был анонсирован 30 января 2024 года на презентации новых проектов компании «Наше кино», которая приобрела права на киноадаптацию серии книг «Винни-Пух и его друзья» Бориса Заходера, подписав контракт с наследниками Заходера. Лента была заявлена как «игровое кино с анимированными элементами».
10 октября 2024 года появилась информация, что режиссёром картины является Василий Ровенский. Он же выступил сценаристом совместно со своими коллегами Фёдором Деревянским и Эльвирой Буштец, которые ранее участвовали в создании его мультфильма «Коты Эрмитажа».
15 августа на питчинге проектов для Фонда кино стало известно, что главные роли сыграют Андрей Леонов, Виктор Хориняк, Милош Бикович, Диана Пожарская и Софья Петрова. Заявленный производственный бюджет картины — 400 млн рублей.

## Релиз и дальнейшие планы
В октябре 2024 года «Наше кино» закрепила для фильма премьеру на 22 октября 2026 года.
В апреле 2025 года стало известно, что кинокартина получит широкую маркетинговую поддержку и будет продолжена в виде нескольких частей.